# 迈莉·史密斯
迈莉·史密斯（英語：Mili Smith，1998年3月1日—），生于珀斯，苏格兰女子冰壶运动员。她曾代表英国参加2022年冬季奥林匹克运动会冰壶比赛，获得一枚金牌。她也曾获2021年欧洲冰壶锦标赛女子冠军。